# Carme Illa i Munné
Carme Illa i Munné (Llançà, 1930), coneguda també com a Carmina Illa, és una bibliotecària i historiadora catalana.

## Biografia
Nascuda el 1930 a Llançà, ingressà el 1948 a l'Escola de Bibliotecàries, on es diplomà l'any 1951; l'any 1973 es va llicenciar en Filologia Catalana a la Universitat de Barcelona. A mitjans dels 50, feia de bibliotecària a Arenys de Munt i també s'encarregava ocasionalment de la biblioteca d'Arenys de Mar. Des de finals dels 50 i fins a mitjans dels 70, va ser professora a l'Escola, on impartia l'assignatura de Biblioteconomia. Des de l'any 1974 fins al 1989, va desenvolupar la seva activitat professional a la Biblioteca Pública Arús.
Autora de nombroses publicacions dedicades al món de les biblioteques, en els darrers anys Illa s'ha especialitzat en l'estudi de l'exlibrisme a Catalunya.

## Obres publicades
- "La biblioteca y el niño", Biblioteconomia (1954)
- "Discotecas y filmotecas en las grandes localidades", Biblioteconomia (1956)
- "La biblioteca móbil", Biblioteconomia (1957)
- "Actividades de la ANABA (delegación del distrito universitario de Cataluña y Baleares", Biblioteconomia (1961)
- Catálogo de la biblioteca. Barcelona : Colegio Oficial d'Aparejadores y Arquitectos técnicos de Cataluña y Baleares, 1968 (Suplemento al catálogo de la biblioteca, 1970)
- "Papel de las bibliotecas en la formación". Dins: I Congreso de la Formación : año internacional de la educación : programa : Barcelona, Palacio de las Naciones, 12-17 octubre 1970, Mataró: Imp. Layetana, 1970
- Memoria que presenta la Escuela de Bibliotecarias de la Diputación Provincial de Barcelona para acompañar la solicitud de reconocimiento como Escuela Universitaria de Bibliología adscrita a la Universidad de Barcelona. Barcelona: Escola de bibliotecàries, 1974
- "Any internacional del llibre (1972)", Biblioteconomia (1973-1974)
- "Biblioteca Arús", Biblioteconomia (1973-1974 i 1975)
- Amb Teresa Basora. "Información del bibliotecario al lector". Dins: IV Congreso Nacional de Archivos y V Congreso nacional de Bibliotecas: Barcelona, del 22 al 29 de abril de 1972, Madrid: Artegraf, 1975, p. 167-168
- "Relació de les revistes que hi ha a la Biblioteca Pública Arús", Biblioteconomia (1976)
- La Historia de Catalunya dibuixada pels infants. Barcelona, 1978
- El Segon Congrés Catalanista, un congrés inacabat: 1883-1983. Barcelona : Generalitat de Catalunya, 1983
- "Miquel Coll i Alentorn, l'home". Dins: Miquel Coll i Alentorn: miscel·lània d'homenatge en el seu vuitanté aniversari, Barcelona: Fundació Jaume I, 1984, p. 9-80
- Els anarquistes i Catalunya. [Barcelona], 1986
- Amb Maria Capdevila. Índex de la revista 'L'Avenç'". 1990
- "Notícia sobre els exlibris desconeguts de Pepita Pallé", 'Exlibris: portaveu de l'Associació Catalana d'Exlibristes' 16 (1997)
- "Pepita Pallé i la col·lecció d'exlibris de la Reial Acadèmia de Bones Lletres", Boletín de la Real Academia de Buenas Letras de Barcelona (1999-2000)
- "Els ex-libris d'Igualada", 'Revista d'Igualada' 11 (2002)
- "El Congrès nacional d'ex-libris i les sigles Barcelona", Boletín de la Real Academia de Buenas Letras de Barcelona (2007-2008), p. 397-414
- Cataleg raonat dels ex-libris catalans de la Reial Acadèmia de Bones Lletres de Barcelona. 2007
- Amb Joan Roig i Sergi Mas. Oriol Maria Diví : ex libris : 1960-2011, ed. d'Elies Plan, Setcases: Gra de fajol (Barcelona: GranjaGrafica), 2011
- "Pepita Pallé, eine Exlibristin". Dins: Mitteilungen der Österreichischen exlibris-gesellschaft, Neue folge, 69, núm. 3, (des. 2014), p. 3-6
- "Petita crònica d'una altra ofensiva premeditada, sobre un tema tan poc transcendental com l'Ex-librisme". Dins: Revista de Catalunya, núm. 292 (oct./des 2015), p. 132-146